# Офрихтер, Виктор Давидович
Виктор Давидович Офрихтер (1911—1984) — советский театральный режиссёр, участник Великой Отечественной войны.

## Образование
- ГИТИС им. А. В. Луначарского (1955);
- Творческая лаборатория С. В. Образцова Всероссийского театрального общества и Государственного центрального театра кукол (1968)[1].

## Творческий путь
- Один из основателей Пермского театра рабочей молодежи (1930-1931);
- Режиссер-ассистент, режиссер Свердловского ТРАМа (1931-1938);
- режиссер Пермского областного драматического театра (1938-1942).
- Режиссер Пермской областной филармонии (1955-1960).
- Главный режиссер Пермского театра кукол (1960-1982)[3][4].

## Театральные постановки
- «Сэмбо» (1960),
- «Посылка из Праги»;
- «Капризка»;
- «Волшебник Изумрудного города»;
- «Иван Царевич и серый волк»;
- «Иван – крестьянский сын»;
- «Тигренок Петрик»;
- «Сказка о потерянном времени»;
- «Муха-цокотуха» и «Мойдодыр»;
- «Неизвестный с хвостом»;
- «Таинственный гиппопотам»,
- «Прекрасная Елена»,
- «Красная птица»;
- «Красноармейские были»[1].

## Семья
Отец — Офрихтер Давид Викторович, 1879 года рождения, уроженец деревни Гуятино Подольской губернии Российской империи (ныне Хмельницкая область Украины). Подвергался репрессиям в 1938 году, освобожден в 1939 году за недоказанностью состава преступления. Умер в Перми в 1944, похоронен на Егошихинском кладбище.

## Память
В 2008 году решением Пермской городской думы на здании Пермского театра кукол установлена мемориальная доска в честь Виктора Офрихтера. В архиве города Перми сформирован личный фонд режиссера.